# Région du Keihin

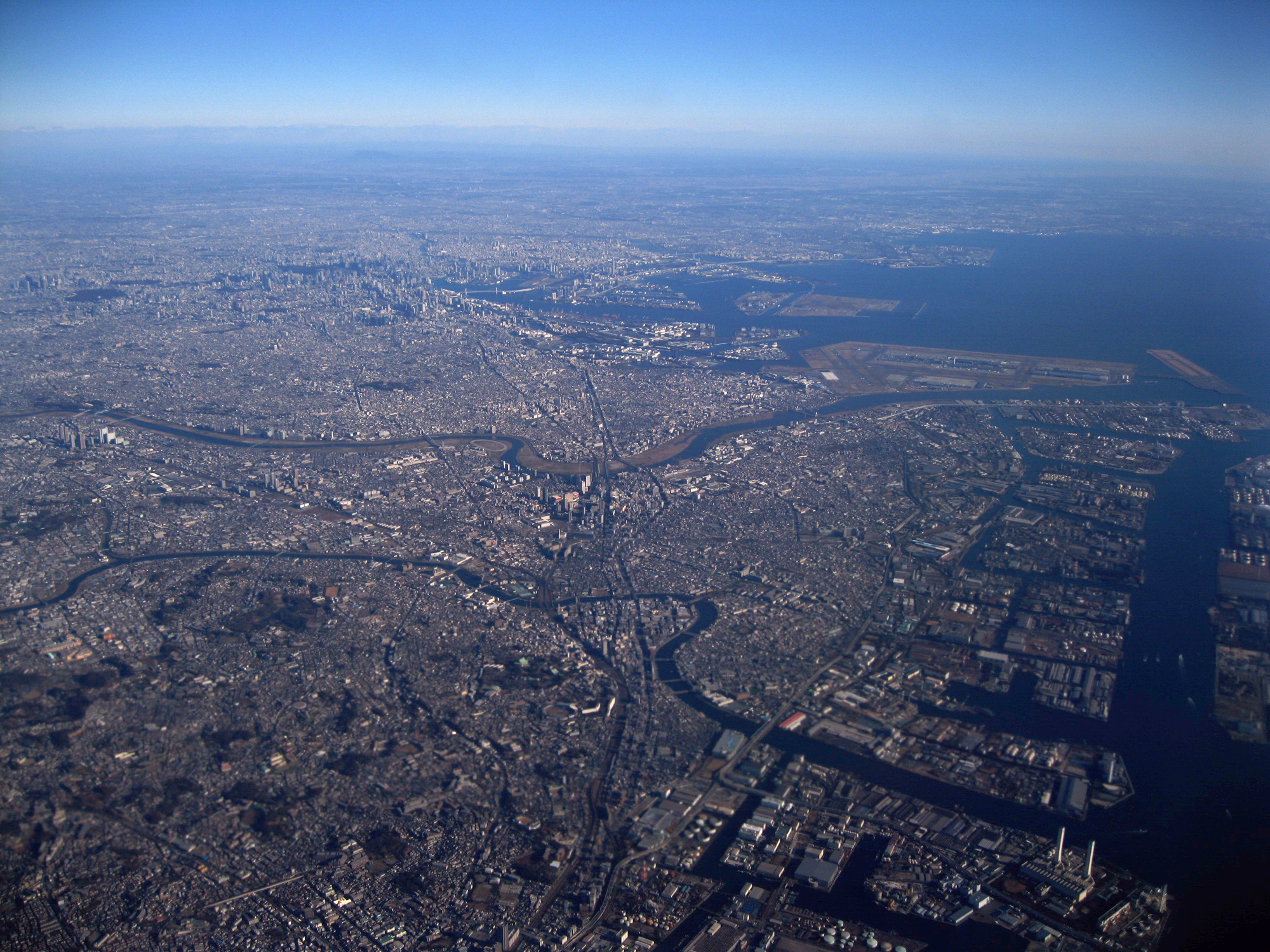
Vue aérienne du Keihin

La région de Keihin (京浜地方, Keihin Chihō ) comprend les villes japonaises de Tokyo , Kawasaki et Yokohama . Le terme est surtout utilisé pour décrire ces villes comme une région industrielle . Keihin est dérivé du deuxième caractère de Tōkyō,京, qui peut se lire kyō ou kei , et du deuxième caractère de Yokohama,浜, qui peut se lire hin ou hama .
La région de Keihin fait partie de la région du Kantō .
La Ligne Keihin-Tōhoku  tient son nom de son tracé entre le Keihin au sud et le Tohoku au nord